# Rosales (Pangasinan)
Rosales ist eine Stadtgemeinde in der philippinischen Provinz Pangasinan. Sie grenzt im Süden an die Provinz Nueva Ecija und im Westen an Tarlac. Der Großteil der Bevölkerung lebt von der Landwirtschaft. In dem flachen und 72,8 km² großen Gebiet wohnten im Jahre 2015 63.081 Menschen, wodurch sich eine Bevölkerungsdichte von 866 Einwohnern pro km² ergibt.
Der philippinische Nationalschriftsteller Francisco Sionil José (1924–2022) hat seiner Heimatstadt mit seiner fünfbändigen Rosales Saga ein Denkmal gesetzt.
Rosales ist in die folgenden 37 Barangays aufgeteilt:
- Acop
- Bakitbakit
- Balingcanaway
- Cabalaoangan Norte
- Cabalaoangan Sur
- Camangaan
- Capitan Tomas
- Carmay East
- Carmay West
- Carmen East
- Carmen West
- Casanicolasan
- Coliling
- Don Antonio Village
- Calanutan
- Guiling
- Palakipak
- Pangaoan
- Rabago
- Rizal
- Salvacion
- San Antonio
- San Bartolome
- San Isidro
- San Luis
- San Pedro East
- San Pedro West
- San Vicente
- San Angel
- Station District
- Tomana East
- Tomana West
- Zone I
- Zone II
- Zone III
- Zone IV
- Zone V